# Грег Крісел
Грег «Greg K.» Крісел (народився 20 січня 1965, Глендейл, Каліфорнія) — американський бас-гітарист і бек-вокаліст. В 1984 у спільно з Декстером Голландом створив групу The Offspring. В 1999 році брав участь у чемпіонаті з гольфу «No Doubt».

## Музичне обладнання
Бас-гітари
- Fender Precision Bass
- Ibanez Custom ATK300
- Ibanez Custom RD500

Струни
- DR 105 Medium

Підсилювач
- Gallien-Krueger 2000 RB Bass Head

Кабінети
- Mesa Boogie 2x15 Cabinet
- Mesa Boogie 4x10 Cabinet
- Ampeg 8X10 Cabinet

Інше
- Бездротова система Sony
- Рековий тюнер Sabine RT-1601
- Furman PL-8 Power Converter* Whirlwind Line Selector